# Équipe du Portugal de rugby à XV des moins de 20 ans
L'équipe du Portugal des moins de 20 ans est constituée par une sélection des meilleurs joueurs portugais de rugby à XV de moins de 20 ans, sous l'égide de la fédération portugaise de rugby à XV.

## Histoire
L'équipe du Portugal des moins de 20 ans est créée en 2008, remplaçant les équipes du Portugal des moins de 21 ans et des moins de 19 ans à la suite de la décision de l'IRB en 2007 de restructurer les compétitions internationales junior. Elle participe chaque année au championnat du monde junior ou au Trophée mondial junior suivant son classement.
En 2017, les jeunes Portugais atteignent la finale du Trophée mondial des moins de 20 ans pour la première fois de leur histoire, s'inclinant contre le Japon. Deux ans plus tard, ils atteignent à nouveau la finale pour l'édition 2019, mais manquent à nouveau de s'imposer contre les jeunes Japonais. Entre-temps, les Lobinhos assurent la médaille de bronze en 2018.
La sélection est un temps enregistrée par la Fédération en tant qu'équipe réserve de l'équipe nationale senior ; cette particularité est abolie par les règlements de World Rugby à compter du 1er janvier 2018,.

## Palmarès
- Trophée mondial de rugby à XV des moins de 20 ans :
  - Finaliste : 2017 (en), 2019.
  - Troisième : 2018.
- Championnat d'Europe de rugby à XV des moins de 20 ans :
  - Vainqueur : 2017, 2018, 2019, 2024